# Schauburg Bremen
Das Kino Schauburg Bremen in Bremen-Östliche Vorstadt, Ortsteil Steintor, Vor dem Steintor 114, ist ein Filmkunsttheater.

## Geschichte
Programmkinos, auch Filmkunstkinos oder Arthouse-Kinos, waren und sind kleinere kommerzielle Kinos, die künstlerisch anspruchsvolle Filme zeigen. Das erste Art House Cinema entstand gegen Ende der 1920er Jahre an der Ostküste der Vereinigten Staaten.
Das Kino Schauburg entstand nach Plänen des Bremer Architekten Joseph Ostwald (1879–1950) im September 1929 für den Kaufmann Johannes Hagen. Es hatte 800 Plätze und war in Bremen das erste Tonfilmtheater. Ab 1930 wurden fast alle Stummfilmkinos auf das Tonfilmsystem umgestellt.
Anfang der 1980er Jahre war auch die Schauburg von der Kinokrise stark betroffen. 1982 stellte deshalb ein Verein die Schauburg um, verkleinerte seine Säle und es wurde ein Programmkino für Filmkunst und nannte sich bis 1992 Kulturzentrum Schauburg. Es führte zudem diverse andere künstlerische Veranstaltungen durch (Konzerte, Jazz, Kabarett, Artistik, Schülertheater). Geschäftsführer war lange Zeit Manfred Brocki, der längere Zeit mit dem Betreiber des Cinema Thomas Settje kooperierte.
Die Schauburg wird heute von der Schauburg Kino GmbH betrieben. Sie hat aktuell (2022) zwei Säle für insgesamt 349 (270 und 79) Besucher und ist mit digitaler Kinotechnik ausgestattet. Der große Saal hat eine fast 90 m² große Leinwand. Schwerpunkt des Programms ist die neue Filmkunst aus aller Welt. Darüber hinaus sind Dokumentarfilme, Kinderfilme, ausgefallene Events, Sneak Previews mit Filmen in der Originalversion oder Filmreihen zu wechselnden Spezialthemen fester Bestandteil des Programms. Erneuert wurden der Außen- und Eingangsbereich sowie das Café und das Foyer.
Das Kino ist auch Mitveranstalter von Filmfesten in Bremen. Beim 7. Filmfest Bremen 2022 wurden über 150 internationale Filme aus 38 Ländern im Theater Bremen, Schauburg Bremen, Atlantis Bremen, Cinema im Ostertor, City 46 und der Kunsthalle Bremen gezeigt, bewertet und der Bremer Filmpreis verliehen.